# Ranunculus occidentalis
Espèce
Classification phylogénétique
Ranunculus occidentalis est une espèce de plantes du genre des renoncules et de la famille des ranunculacées.